# Safiyya bint Huyayy

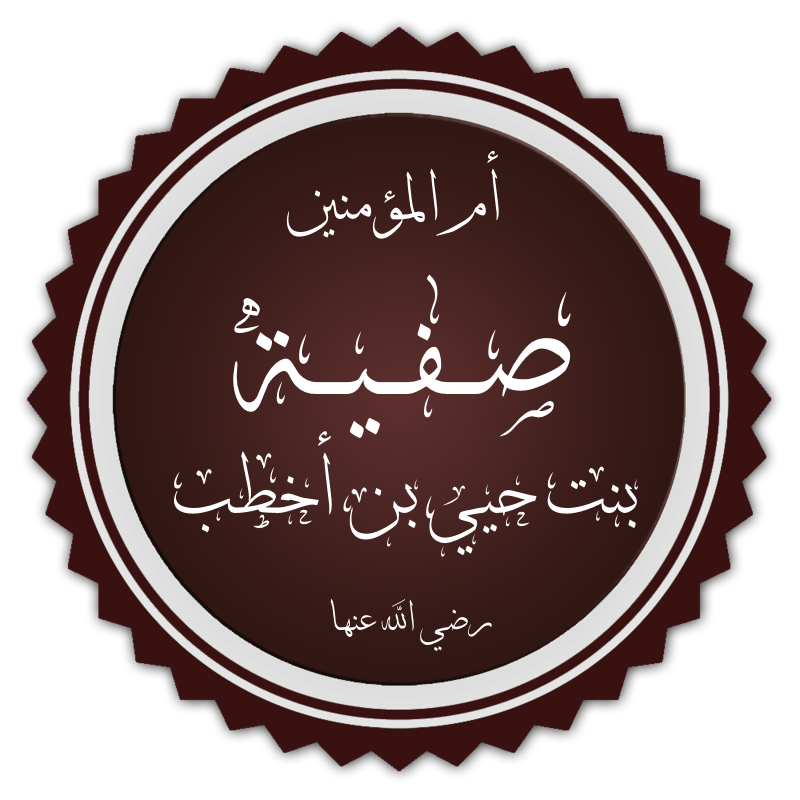
Safiyya's naam in het Arabisch.

Safiyya bint Huyayy (Arabisch: صفية بنت حيي) was een Joodse vrouw van de stam Banu Nadir. Bij de Slag bij Khaybar in 628 werd ze een weduwe en werd ze gevangengenomen door de moslims. Ze werd vervolgens Mohammeds tiende vrouw. Zoals alle andere vrouwen van Mohammed stond Safiyya bekend als moeder der gelovigen (naar Soera 33:6). Het huwelijk leidde niet tot kinderen en eindigde met Mohammeds dood in Medina in 632.

## Vroege levensjaren
Safiyyah is geboren in Medina. Haar vader was Huyayy ibn Akhtab, een leider van de Joodse stam Banu Nadir en haar moeder, Barrah bint Samawal, behoorde tot de stam Banu Qurayza.
Toen de Banu Nadir in 625 werd verdreven uit Medina vestigde haar familie zich in Khaybar, een oase ten noorden van Medina. Haar vader was betrokken bij de Slag bij de Gracht in 627. Hij behoorde tot een groep Joden die de Mekkanen aanzetten Medina aan te vallen. Na afloop van deze slag en de daaropvolgende belegering van de Banu Qurayza werd hij samen met de mannen van deze stam geëxecuteerd.

## Slag bij Khaybar
In mei 628 vielen Mohammed en de moslims Khaybar aan. Een aantal Joodse stammen (inclusief de Banu Nadir) werden verslagen en gaven zich over. De Joden mochten blijven leven in ruil voor de helft van de jaarlijkse productie.

### Moord op haar echtgenoot
Safiyya's toenmalige echtgenoot, Kinana ibn al-Rabi werd door Mohammed bevolen de locatie van de schat van de Banu Nadir te onthullen. Een Jood vertelde dat hij Kinana regelmatig bij een bepaalde ruïne zag. Mohammed beval dat er op die plek werd gegraven, waarna een deel van de schat werd gevonden. Toen Kinana de locatie van de rest van de schat niet wilde onthullen, beval Mohammed Zubayr ibn al-Awwam hem te martelen met heet staal op zijn borst totdat hij bijna doodging. Hierna nam Mohammed hem naar Muhammad ibn Maslama, die hem onthoofdde als wraak op de dood van zijn broer.

### Gevangenneming en huwelijk met Mohammed
Dihya al-Kalbi, een van Mohammeds metgezellen, vroeg om een slaaf van de gevangenen. Toen dit door Mohammed goedgekeurd was, nam hij Safiyya. Een andere metgezel zag dit en informeerde Mohammed hierover. De metgezel geloofde dat zij alleen geschikt was voor Mohammed. Hij benadrukte Safiyya's schoonheid en het feit dat ze de maîtresse van de Banu Qurayza en Banu Nadir was. Mohammed beval vervolgens dat Dihya haar aan hem gaf. Dihya kreeg in plaats van Safiyya haar twee nichten. Volgens andere vertellingen kocht Mohammed Safiyya van Dihya voor zeven slaven of zeven kamelen.
Toen Safiyya naar Mohammed werd gebracht, kwam ze samen met een andere vrouw. Toen deze geconfronteerd werd met de lijken van onthoofde mannen van de Banu Nadir schreeuwde ze het uit, sloeg haarzelf in het gezicht en deed zand op haar hoofd. Mohammed beval dat ze weggenomen werd. Mohammed gaf aan dat hij Safiyya voor zichzelf gekozen had door zijn mantel over haar heen te slaan. Safiyya bekeerde zich tot de islam, werd vrijgelaten en trouwde met Mohammed.

## Nalatenschap
Safiyya stierf in 672 tijdens de regering van Moe'awiya I en werd begraven in de Jannat al-Baqi begraafplaats in Medina. Ze liet 100.000 dirhams achter na de verkoop van haar land en goederen. Een derde hiervan liet ze na aan haar neefje.